# Lista över Panamas statsöverhuvuden
Panamas president (spanska: Presidente de Panamá) är landets stats- och regeringschef.

## Presidenter 1904 och framåt

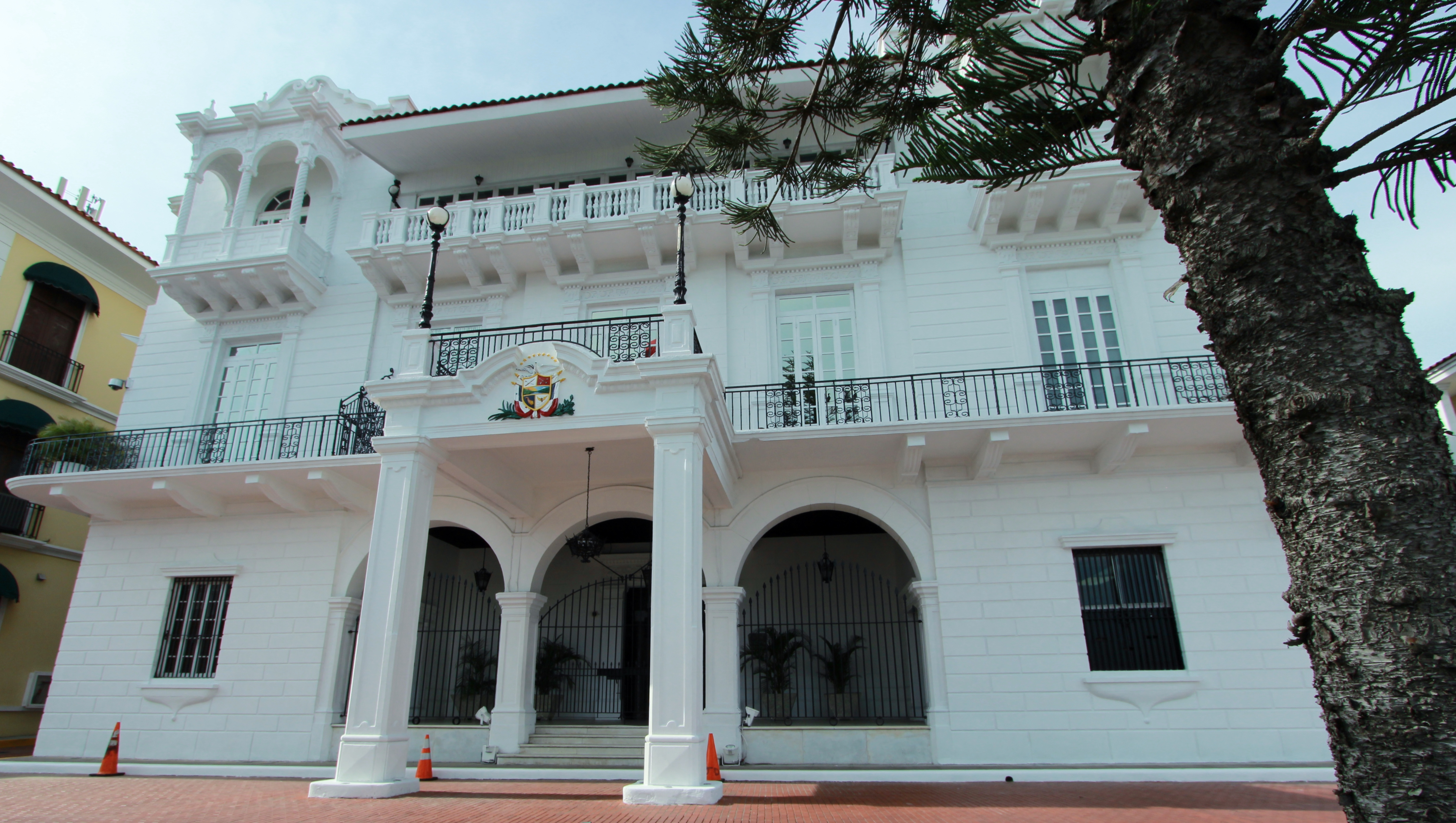
Presidentpalatset Palacio de las Garzas i Panama City.

| Namn                                            | Tillträde         | Avgång            | Not         |
| ----------------------------------------------- | ----------------- | ----------------- | ----------- |
| Manuel Amador Guerrero (1833–1909)              | 20 februari 1904  | 1 oktober 1908    |             |
| José Domingo de Obaldía (1845–1910)             | 1 oktober 1908    | 1 mars 1910       |             |
| Carlos Antonio Mendoza (1856–1916)              | 1 mars 1910       | 1 oktober 1910    |             |
| Federico Boyd (1851–1924)                       | 1 oktober 1910    | 5 oktober 1910    |             |
| Pablo Arosemena Alba (1836–1920)                | 5 oktober 1910    | 1 oktober 1912    |             |
| Belisario Porras Barahona (1856–1942)           | 1 oktober 1912    | 1 oktober 1916    |             |
| Ramón Maximiliano Valdés (1867–1918)            | 1 oktober 1916    | 3 juni 1918       |             |
| Ciro Luis Urriola (1863–1922)                   | 4 juni 1918       | 1 oktober 1918    |             |
| Pedro Antonio Díaz (1852–1919)                  | 1 oktober 1918    | 12 oktober 1918   |             |
| Belisario Porras Barahona (1856–1942)           | 12 oktober 1918   | 30 januari 1920   |             |
| Ernesto Tisdel Lefevre (1876-1922)              | 30 januari 1920   | 1 oktober 1920    |             |
| Belisario Porras Barahona (1856–1942)           | 1 oktober 1920    | 1 oktober 1924    |             |
| Rodolfo Chiari (1869–1937)                      | 1 oktober 1924    | 1 oktober 1928    |             |
| Florencio Harmodio Arosemena (1872–1945)        | 1 oktober 1928    | 3 januari 1931    |             |
| Ricardo Joaquín Alfaro Jované (1882–1971)       | 16 januari 1931   | 5 juni 1932       |             |
| Harmodio Arias Madrid (1886–1963)               | 5 juni 1932       | 1 oktober 1936    |             |
| Juan Demóstenes Arosemena Barreati (1879–1939)  | 1 oktober 1936    | 16 december 1939  |             |
| Ezequiel Fernández Jaén (1886–1946)             | 16 december 1939  | 18 december 1939  |             |
| Augusto Samuel Boyd (1879–1957)                 | 18 december 1939  | 1 oktober 1940    |             |
| Arnulfo Arias Madrid (1901–1988)                | 1 oktober 1940    | 9 oktober 1941    |             |
| Ricardo Adolfo de la Guardia Arango (1899–1969) | 9 oktober 1941    | 15 juni 1945      |             |
| Enrique Adolfo Jiménez Brin (1888–1970)         | 15 juni 1945      | 7 augusti 1948    |             |
| Domingo Díaz Arosemena (1875–1949)              | 7 augusti 1948    | 28 juli 1949      |             |
| Daniel Chanis Pinzón (1892–1961)                | 28 juli 1949      | 20 november 1949  |             |
| Arnulfo Arias Madrid (1901–1988)                | 24 november 1949  | 9 maj 1951        |             |
| Alcibíades Arosemena (1883–1958)                | 9 maj 1951        | 1 oktober 1952    |             |
| José Antonio Remón Cantera (1908–1955)          | 1 oktober 1952    | 2 januari 1955    |             |
| José Ramón Guizado Valdés (1899–1964)           | 2 januari 1955    | 29 mars 1955      |             |
| Ricardo Manuel Arias Espinoza (1912–1993)       | 29 mars 1955      | 1 oktober 1956    |             |
| Ernesto de la Guardia Navarro (1904–1983)       | 1 oktober 1956    | 1 oktober 1960    |             |
| Roberto Francisco Chiari Remón (1905–1981)      | 1 oktober 1960    | 1 oktober 1964    |             |
| Marco Aurelio Robles Méndez (1905–1990)         | 1 oktober 1964    | 1 oktober 1968    |             |
| Arnulfo Arias Madrid (1901–1988)                | 1 oktober 1968    | 11 oktober 1968   |             |
| José María Pinilla Fábrega (1919–1979)          | 12 oktober 1968   | 18 december 1969  |             |
| Demetrio Basilio Lakas (1925–1999)              | 19 december 1969  | 11 oktober 1978   |             |
| Aristides Royo (född 1940)                      | 11 oktober 1978   | 31 juli 1982      |             |
| Ricardo de la Espriella Toral (född 1934)       | 31 juli 1982      | 13 februari 1984  |             |
| Jorge E. Illueca Sibauste (1918–2012)           | 13 februari 1984  | 11 oktober 1984   |             |
| Nicolás Ardito Barletta Vallarino (född 1938)   | 11 oktober 1984   | 28 september 1985 |             |
| Erick Arturo del Valle (1937–2015)              | 28 september 1985 | 26 februari 1988  |             |
| Manuel Solís Palma (1917–2009)                  | 26 februari 1988  | 1 september 1989  |             |
| Francisco Rodríguez (född 1938)                 | 1 september 1989  | 20 december 1989  |             |
| Guillermo Endara Galimany (1936–2009)           | 20 december 1989  | 1 september 1994  |             |
| Ernesto Pérez Balladares (född 1946)            | 1 september 1994  | 1 september 1999  |             |
| Mireya Elisa Moscoso (född 1946)                | 1 september 1999  | 1 september 2004  |             |
| Martín Torrijos Espino (född 1963)              | 1 september 2004  | 1 juli 2009       | [ 3 ]       |
| Ricardo Martinelli (född 1952)                  | 1 juli 2009       | 1 juli 2014       | [ 4 ]       |
| Juan Carlos Varela (född 1963)                  | 1 juli 2014       | 1 juli 2019       | [ 5 ]       |
| Nito Cortizo (född 1953)                        | 1 juli 2019       | 1 juli 2024       | [ 6 ]       |
| José Raúl Mulino (född 1959)                    | 1 juli 2024       | sittande          | [ 7 ] [ 8 ] |

## Militärdiktatur 1968–1989
USA invaderade Panama 1989 och grep general Manuel Noriega som var landets verklige ledare. Noreiga försökte hävda juridisk immunitet i amerikansk federal domstol men detta avvisades eftersom USA aldrig hade erkänt honom som vare sig Panamas statschef eller regeringschef.